# The Battle of the Sexes (1914)
The Battle of the Sexes is een Amerikaanse dramafilm uit 1914 onder regie van D.W. Griffith.

## Verhaal
Frank Andrews krijgt een affaire met zijn buurvrouw Cleo. Zijn dochter Jane wil wraak nemen op haar. Ze beginnen te praten en ze bekokstoven samen een plannetje om Frank te wijzen op zijn immorele levenswandel.

## Rolverdeling
| Acteur        | Personage       |
| ------------- | --------------- |
| Donald Crisp  | Frank Andrews   |
| Lillian Gish  | Jane Andrews    |
| Robert Harron | John Andrews    |
| Mary Alden    | Mevrouw Andrews |
| Owen Moore    | Liefje van Cleo |
| Fay Tincher   | Cleo            |